# خانم ویلسون
خانم ویلسون (انگلیسی: Mrs Wilson) مینی سریال بریتانیایی است که در آن روث ویلسون نقش مادربزرگ واقعی خودش، الیسون ویلسون، را بازی می‌کند. خانم ویلسون پس از مرگ همسرش متوجه می‌شود که او در کنار شغل پر رمز و رازش در سرویس اطلاعات مخفی بریتانیا، ۳ زن دیگر هم داشته‌است و همین باعث می‌شود به دنبال کشف واقعیت زندگی الکساندر ویلسون برود.
ایان گلن، فیونا شو، کیلی هاوس و انوپم کهیر از جمله بازیگران این مینی سریال هستند.